# Gervèse
Pour les articles homonymes, voir Charles Millot.
Charles  Millot alias Henri Gervèse  (21 septembre 1880 Vesoul - 24 mai 1959 Buenos Aires) est un officier de marine, peintre et illustrateur français.

## Biographie
Charles Millot naquit au n°12 Boulevard de Besançon à Vesoul.
Il est reçu au concours de l'école navale en 1897 et est formé sur la frégate-école Iphigénie en 1899-1900.
Diplômé de l’École navale, il sert en Extrême-Orient, en Chine, où il commande notamment la canonnière Doudart de Lagrée sur le fleuve Yang-Tsé-Kiang en 1913-1914, puis aux Dardanelles pendant la Première Guerre mondiale. Il finit sa carrière comme chef du Service historique de la Marine.
En 1921, il  est nommé peintre de la Marine.
Après avoir vécu en Belgique, il émigre en Argentine en 1930 et travaille pour la compagnie des chargeurs réunis, et illustre des affiches et de nombreuses cartes postales sur la vie des marins en Chine ou en Amérique latine.
Il fournit des dessins à différents journaux comme Le Rire, Fantasio et La Vie parisienne.
Il est connu pour ses séries de cartes postales et dessins humoristiques sur la Marine dans l'inspiration de l'autre dessinateur humoristique célèbre  de la Marine Sahib.

## Œuvres
- Souvenir d’un marin de la IIIe République, 1944